# Феры
Феры (др.-греч. Φεραί, лат. Pherae) — древний город в восточной Фессалии, к западу от горы Пелион. Руины находятся около современного городка Велестинон в периферийной единице Магнисия в периферии Фессалия.
С 404 года до н. э. известен как город тирана Ликофрона, который боролся с представителями рода Алевадов, правивших в Ларисе. После него правили его сыновья, сначала Полиак, а затем Ясон Ферский. Он к 372 году до н. э. смог объединить Фессалию, но в 370 году до н. э. был убит в результате аристократического заговора. После него правили другие сыновья Ликофрона — Полидор и Полифрон, но не смогли поделить власть и Полидор был убит. В 369 году до н. э. к власти пришёл Александр Ферский. Он вновь объединил Фессалию. Был женат на Фиве, дочери Ясона. Вёл борьбу с Пелопидом, властителем Фив. В 358 году до н. э. Александр был убит в результате заговора сыновей Ясона — Тисифона и Ликофрона, которые и захватили власть. После смерти Тисифона, соправителем стал другой его брат — Пифолай. В 352 году до н. э. они были свергнуты Филиппом II, царём Македонии.
Уроженкой Фер была Фессалоника (ок. 342 — 295) — единокровная сестра Александра Великого.